# Myopites bonifaciae
Myopites bonifaciae är en tvåvingeart som beskrevs av Dirlbek 1973. Myopites bonifaciae ingår i släktet Myopites och familjen borrflugor. Inga underarter finns listade i Catalogue of Life.